# Кон, Болеслав
Болеслав Кон (пол. Bolesław Kon; 9 декабря 1906, Варшава — 10 июня 1936, Варшава) — польский пианист, композитор и музыкальный педагог еврейского происхождения.
С 1914 г. учился в Москве, в том числе в Московской консерватории у Константина Игумнова. Затем вернулся в Польшу и продолжил обучение у Александра Михаловского, Болеслава Доманевского, Юлиуша Вертхейма и наконец в Варшавской консерватории у Збигнева Джевецкого, в 1928 году получил диплом с отличием.
В 1929—1931 гг. преподавал в Консерватории Музыкального общества в Кракове. В 1932 г. получил третью премию Международного конкурса пианистов имени Шопена. В 1933 г. на Международном конкурсе пианистов в Вене стал победителем, опередив Дину Липатти, из-за чего поддерживавший Липатти Альфред Корто заявил о своём выходе из состава жюри. После этого успеха Кон начал международную гастрольную карьеру, выступал во Франции, Италии, Австрии, Нидерландах, Венгрии и Румынии, много концертировал в Польше, в том числе в программах Общества музыкального движения, направленных на пропаганду музыки в провинции. Однако напряжённый график выступлений помешал музыканту систематически лечиться от тяжёлой депрессии, в результате чего он покончил с собой.